# Cissampelos nepalensis
Cissampelos nepalensis là một loài thực vật có hoa trong họ Biển bức cát. Loài này được Rhodes mô tả khoa học đầu tiên năm 1975.